# Liste der Baudenkmäler im Wuppertaler Wohnquartier Cronenberg-Mitte
Die Liste der Baudenkmäler im Wuppertaler Wohnquartier Cronenberg-Mitte enthält die denkmalgeschützten Bauwerke auf dem Gebiet von Wuppertal-Cronenberg-Mitte in Nordrhein-Westfalen (Stand: November 2011). Diese Baudenkmäler sind in der Denkmalliste der Stadt Wuppertal eingetragen; Grundlage für die Aufnahme ist das Denkmalschutzgesetz Nordrhein-Westfalen (DSchG NRW).

## Auszug aus der Denkmalliste

### Eingetragene Baudenkmäler
| Bild           | Bezeichnung             | Lage                                          | Beschreibung | Bauzeit                                | Eingetragen seit   | Denkmal- nummer |
| -------------- | ----------------------- | --------------------------------------------- | --- | -------------------------------------- | ------------------ | --------------- |
| weitere Bilder | Wohnhaus                | Cronenberg-Mitte An der Hütte 3 Karte         | | Anfang des 19. Jahrhunderts            | 18. Oktober 1994   | 3555            |
| weitere Bilder | Wohnhaus                | Cronenberg-Mitte An der Hütte 4 Karte         | | frühes 19. Jahrhundert                 | 19. Februar 1985   | 313             |
| weitere Bilder | Wohnhaus                | Cronenberg-Mitte An der Hütte 6 Karte         | eine D-Nummer und eine bauliche Einheit mit An der Hütte 8 | um 1840                                | 26. August 1993    | 3071            |
| weitere Bilder | Wohnhaus                | Cronenberg-Mitte An der Hütte 7 Karte         | | vor Ende des 18. Jahrhunderts          | 19. Februar 1985   | 314             |
| weitere Bilder | Wohnhaus                | Cronenberg-Mitte An der Hütte 8 Karte         | eine D-Nummer und eine bauliche Einheit mit An der Hütte 6 | um 1840                                | 26. August 1993    | 3071            |
| weitere Bilder | Wohnhaus                | Cronenberg-Mitte An der Hütte 9 Karte         | | Ende des 18. Jahrhunderts              | 8. November 1988   | 1502            |
| weitere Bilder | Wohnhaus                | Cronenberg-Mitte An der Hütte 10 Karte        | | 18. Jahrhundert                        | 10. März 1992      | 2083            |
| weitere Bilder | Wohn- und Geschäftshaus | Cronenberg-Mitte An der Hütte 11 Karte        | | um 1700                                | 3. April 1985      | 397             |
| weitere Bilder | Wohnhaus                | Cronenberg-Mitte An der Hütte 12 Karte        | | 18. Jahrhundert                        | 22. Februar 1985   | 316             |
| weitere Bilder | Wohnhaus                | Cronenberg-Mitte An der Hütte 13 Karte        | eine D-Nummer und eine bauliche Einheit ^^mit An der Hütte 14 | frühes 19. Jahrhundert                 | 12. Januar 1988    | 1271            |
| weitere Bilder | Wohnhaus                | Cronenberg-Mitte An der Hütte 14 Karte        | eine D-Nummer und eine bauliche Einheit mit An der Hütte 13 | frühes 19. Jahrhundert                 | 12. Januar 1988    | 1271            |
| weitere Bilder | Wohnhaus                | Cronenberg-Mitte An der Hütte 15 Karte        | | frühes 19. Jahrhundert                 | 20. Juli 1992      | 2324            |
| weitere Bilder | Villa                   | Cronenberg-Mitte Berghauser Straße 43 Karte   | | Anfang des 20. Jahrhunderts            | 14. Mai 1986       | 762             |
| weitere Bilder | Schulgebäude            | Cronenberg-Mitte Berghauser Straße 45 Karte   | Ehemalige Städtische Realschule | 1910                                   | 24. August 1994    | 3516            |
| weitere Bilder | Direktorenwohnhaus      | Cronenberg-Mitte Berghauser Straße 47 Karte   | | 1910                                   | 22. Juli 2005      | 4222            |
| weitere Bilder | Schulgebäude            | Cronenberg-Mitte Borner Straße 1 Karte        | Schulgebäude Borner Straße 1 | 1831                                   | 30. August 1985    | 566 Wikidata    |
| weitere Bilder | Wohnhaus                | Cronenberg-Mitte Borner Straße 2 Karte        | | erstes Viertel des 19. Jahrhunderts    | 13. Oktober 1987   | 1144            |
| weitere Bilder | Wohnhaus                | Cronenberg-Mitte Borner Straße 14 Karte       | Altes Pastorat Cronenberg | 1707                                   | 13. Juni 1986      | 787             |
| weitere Bilder | Wohnhaus                | Cronenberg-Mitte Borner Straße 20 Karte       | | Ende des 18. Jahrhunderts              | 19. Juni 1986      | 789             |
| weitere Bilder | Schmiede                | Cronenberg-Mitte Breitenbruch                 | Die Schmiede ist in direkter Nachbarschaft von Wohnhaus Breitenbruch 2/3 gelegen | vor 1700                               | 25. Juli 2002      | 4199            |
| weitere Bilder | Wohnhaus                | Cronenberg-Mitte Breitenbruch 2 Karte         | Umgangssprachlich wird das Gebäude Wohnhaus Breitenbruch 2 auch als „Jagdhaus der Herzöge von Berg“ bezeichnet. Ob und wenn ja auf welche Weise diese Bezeichnung einen historischen Kern in sich trägt, ist bis heute nicht geklärt. Eine D-Nummer und eine bauliche Einheit mit Breitenbruch 3, die Trennlinie verläuft entlang des Firstes. | 1675                                   | 4. März 2002       | 4195            |
| weitere Bilder | Wohnhaus                | Cronenberg-Mitte Breitenbruch 3 Karte         | Eine D-Nummer und eine bauliche Einheit mit Breitenbruch 2, die Trennlinie verläuft entlang des Firstes. | 1675                                   | 4. März 2002       | 4195            |
| weitere Bilder | Wohnhaus                | Cronenberg-Mitte Breitenbruch 5 Karte         | | vor 1750                               | 15. Mai 1996       | 3904            |
| weitere Bilder | Wohnhaus                | Cronenberg-Mitte Breitenbruch 7 Karte         | eine bauliche Einheit mit Breitenbruch 8 | Mitte/Ende des 18. Jahrhunderts        | 21. Mai 1996       | 3908            |
| weitere Bilder | Fabrikgebäude           | Cronenberg-Mitte Eich 5 Karte                 | | um 1907                                | 30. Juli 1992      | 2349            |
| weitere Bilder | Wohn- und Geschäftshaus | Cronenberg-Mitte Hauptstraße 1 Karte          | | um 1880                                | 15. Mai 1986       | 764             |
| weitere Bilder | Wohn- und Geschäftshaus | Cronenberg-Mitte Hauptstraße 2 Karte          | | um 1800                                | 25. Februar 1992   | 2053            |
| weitere Bilder | Wohn- und Geschäftshaus | Cronenberg-Mitte Hauptstraße 4 Karte          | | um 1800                                | 25. Februar 1992   | 2054            |
| weitere Bilder | Wohn- und Geschäftshaus | Cronenberg-Mitte Hauptstraße 6 Karte          | | frühes 17. Jahrhundert                 | 10. Januar 1985    | 244             |
| weitere Bilder | Wohn- und Geschäftshaus | Cronenberg-Mitte Hauptstraße 8 Karte          | Wohn- und Geschäftshaus, „Krings Eck“ | 1705                                   | 19. April 1984     | 14              |
| weitere Bilder | Wohnhaus                | Cronenberg-Mitte Hauptstraße 30 Karte         | | um 1820                                | 9. Juni 1992       | 2264            |
| weitere Bilder | Wohnhaus                | Cronenberg-Mitte Hauptstraße 34 Karte         | eine D-Nummer mit Hauptstraße 34a | erste Hälfte des 19. Jahrhunderts      | 25. April 1984     | 17              |
| weitere Bilder | Wohnhaus                | Cronenberg-Mitte Hauptstraße 34 a Karte       | eine D-Nummer mit Hauptstraße 34 |                                        | 25. April 1984     | 17              |
| weitere Bilder | Wohnhaus                | Cronenberg-Mitte Hauptstraße 36 Karte         | | um 1850                                | 15. Juni 1992      | 2268            |
| weitere Bilder | Kirche                  | Cronenberg-Mitte Hauptstraße 39 Karte         | Evangelische Kirche Cronenberg, die Emmauskirche | 1857                                   | 27. November 1985  | 651 Wikidata    |
| weitere Bilder | Wohnhaus                | Cronenberg-Mitte Herichhausen 77 Karte        | eine D-Nummer und eine bauliche Einheit mit Herichhausen 79 und 81 | 1620                                   | 24. April 1985     | 426             |
| weitere Bilder | Wohnhaus                | Cronenberg-Mitte Herichhausen 79 Karte        | eine D-Nummer und eine bauliche Einheit mit Herichhausen 77 und 81 | 1620                                   | 24. April 1985     | 426             |
| weitere Bilder | Wohnhaus                | Cronenberg-Mitte Herichhausen 81 Karte        | eine D-Nummer und eine bauliche Einheit mit Herichhausen 77 und 79 | 1620                                   | 24. April 1985     | 426             |
| weitere Bilder | Wohnhaus                | Cronenberg-Mitte Herichhausen 85 Karte        | | vor 1800                               | 22. April 1985     | 422             |
| weitere Bilder | Wohnhaus                | Cronenberg-Mitte Herichhausen 87 Karte        | eine D-Nummer mit Herichhausen 89 | vor 1800                               | 22. April 1985     | 423             |
| weitere Bilder | Wohnhaus                | Cronenberg-Mitte Herichhausen 89 Karte        | eine D-Nummer mit Herichhausen 87 | vor 1800                               | 22. April 1985     | 423             |
| weitere Bilder | Wohnhaus                | Cronenberg-Mitte Herichhausen 91 Karte        | eine D-Nummer und eine bauliche Einheit mit Herichhausen 93 | 19. Jahrhundert                        | 22. April 1985     | 424             |
| weitere Bilder | Wohnhaus                | Cronenberg-Mitte Herichhausen 93 Karte        | eine D-Nummer und eine bauliche Einheit mit Herichhausen 91 | 19. Jahrhundert                        | 22. April 1985     | 424             |
| weitere Bilder | Wohnhaus                | Cronenberg-Mitte Herichhausen 95 Karte        | | vor 1800                               | 22. April 1985     | 425             |
| weitere Bilder | Wohnhaus                | Cronenberg-Mitte Herichhausen 102 Karte       | | 1914                                   | 1. Juni 1992       | 2240            |
| weitere Bilder | Wohnhaus                | Cronenberg-Mitte Herichhausen 105 Karte       | eine D-Nummer und eine bauliche Einheit mit Herichhausen 107 | 18. Jahrhundert                        | 25. April 1985     | 427             |
| weitere Bilder | Wohnhaus                | Cronenberg-Mitte Herichhausen 107 Karte       | eine D-Nummer und eine bauliche Einheit mit Herichhausen 105 | 18. Jahrhundert                        | 25. April 1985     | 427             |
| weitere Bilder | Wohnhaus                | Cronenberg-Mitte Herichhauser Straße 11 Karte | eine D-Nummer mit dem Werkstattanbau Herichhauser Straße 11 | 1899 bis 1900                          | 8. Juli 1985       | 440             |
| weitere Bilder | Werkstattanbau          | Cronenberg-Mitte Herichhauser Straße 11 Karte | eine D-Nummer mit dem Wohnhaus Herichhauser Straße 11 | 1910                                   | 8. Juli 1985       | 440             |
| weitere Bilder | Wohnhaus                | Cronenberg-Mitte Herichhauser Straße 13 Karte | | um 1900                                | 8. Mai 1985        | 439             |
| weitere Bilder | Wohnhaus                | Cronenberg-Mitte Herichhauser Straße 16 Karte | | Ende des 19. Jahrhunderts              | 11. März 1985      | 180             |
| weitere Bilder | Villa                   | Cronenberg-Mitte Herichhauser Straße 27 Karte | | Anfang 20. Jahrhunderts                | 8. Mai 1985        | 438             |
| weitere Bilder | Villa                   | Cronenberg-Mitte Herichhauser Straße 29 Karte | | 1915                                   | 20. Mai 1985       | 437             |
| weitere Bilder | Villa                   | Cronenberg-Mitte Herichhauser Straße 30 Karte | | 1912                                   | 16. Oktober 1987   | 1151            |
| weitere Bilder | Wohnhaus                | Cronenberg-Mitte Herichhauser Straße 31 Karte | | erstes Viertel 20. Jahrhunderts        | 11. Juli 1984      | 49              |
| weitere Bilder | Villa                   | Cronenberg-Mitte Herichhauser Straße 32 Karte | Villa Putsch | 1933                                   | 10. Mai 1985       | 436 Wikidata    |
| weitere Bilder | Wohnhaus                | Cronenberg-Mitte Herichhauser Straße 45 Karte | | Ende des 19. Jahrhunderts              | 20. Juli 1984      | 59              |
| weitere Bilder | Wohnhaus                | Cronenberg-Mitte Herichhauser Straße 47 Karte | | um 1903                                | 10. Mai 1985       | 435             |
| weitere Bilder | Wohnhaus                | Cronenberg-Mitte Herichhauser Straße 49 Karte | Änderungsbescheid vom 12. Sept. 1985: Geschützt sind das Gebäudeäußere und das Treppenhaus | 1911                                   | 10. Mai 1985       | 434             |
| weitere Bilder | Wohnhaus                | Cronenberg-Mitte Herichhauser Straße 50 Karte | eine D-Nummer und eine bauliche Einheit mit Herichhauser Straße 52 | von 1899 bis 1901                      | 10. Mai 1985       | 433             |
| weitere Bilder | Wohnhaus                | Cronenberg-Mitte Herichhauser Straße 51 Karte | | 1900 bis 1901                          | 10. Mai 1985       | 432             |
| weitere Bilder | Wohnhaus                | Cronenberg-Mitte Herichhauser Straße 52 Karte | eine D-Nummer und eine bauliche Einheit mit Herichhauser Straße 50 | von 1899 bis 1901                      | 10. Mai 1985       | 433             |
| weitere Bilder | Wohnhaus                | Cronenberg-Mitte Herichhauser Straße 53 Karte | |                                        | 10. Mai 1985       | 431             |
| weitere Bilder | Wohnhaus                | Cronenberg-Mitte Herichhauser Straße 55 Karte | | um die Jahrhundertwende                | 10. Mai 1985       | 430             |
| weitere Bilder | Wohnhaus                | Cronenberg-Mitte Herichhauser Straße 63 Karte | | letztes Jahrzehnt des 19. Jahrhunderts | 3. Mai 1985        | 428             |
| weitere Bilder | Wohnhaus                | Cronenberg-Mitte Herichhauser Straße 67 Karte | | 1900                                   | 21. Mai 1985       | 462             |
| weitere Bilder | Bahnhofsgebäude         | Cronenberg-Mitte Holzschneiderstraße 24 Karte | Bahnhof Cronenberg | 1891                                   | 10. März 1992      | 2091 Wikidata   |
| weitere Bilder | Wohn- und Geschäftshaus | Cronenberg-Mitte Hütter Straße 2 Karte        | | Beginn des 19. Jahrhunderts            | 8. Dezember 1987   | 1223            |
| weitere Bilder | Wohnhaus                | Cronenberg-Mitte Hütter Straße 3 Karte        | | Ende des 18. Jahrhunderts              | 4. November 1988   | 1494            |
| weitere Bilder | Wohn- und Geschäftshaus | Cronenberg-Mitte Hütter Straße 4 Karte        | Wohn- und Geschäftshaus Hütter Straße 4 | spätes 18. Jahrhundert                 | 28. Dezember 1989  | 1684 Wikidata   |
| Wohnhaus       | Wohnhaus                | Cronenberg-Mitte Hütter Straße 6 Karte        | | Ende des 18. Jahrhunderts              | 10. März 1992      | 2093            |
| weitere Bilder | Wohnhaus                | Cronenberg-Mitte Hütter Straße 8 Karte        | | um 1800                                | 10. März 1992      | 2087            |
| weitere Bilder | Wohnhaus                | Cronenberg-Mitte Hütter Straße 10 Karte       | | Ende des 18. Jahrhunderts              | 11. Dezember 1987  | 1234            |
| weitere Bilder | Schulgebäude            | Cronenberg-Mitte Kampstraße 1 Karte           | | Mitte des 19. Jahrhunderts             | 2. August 1989     | 1632            |
| weitere Bilder | Wohnhaus                | Cronenberg-Mitte Kuchhausen 17 Karte          | ehemals Kuchhausen 76 | Anfang des 19. Jahrhunderts            | 24. Februar 1988   | 1303            |
| weitere Bilder | Wohnhaus                | Cronenberg-Mitte Kuchhausen 19 Karte          | ehemals Kuchhausen 60 | zweite Hälfte des 18. Jahrhunderts     | 10. Februar 1993   | 2743            |
| weitere Bilder | Wohnhaus                | Cronenberg-Mitte Kuchhausen 29 Karte          | ehemals Kuchhausen 59 | 1817/1818                              | 4. Oktober 1985    | 607             |
| weitere Bilder | Wohnhaus                | Cronenberg-Mitte Kuchhausen 31 Karte          | ehemals Kuchhausen 58 | 1817/1818                              | 4. Oktober 1985    | 606             |
| weitere Bilder | Wohnhaus                | Cronenberg-Mitte Kuchhausen 37 Karte          | ehemals Kuchhausen 55 | 18. Jahrhundert                        | 23. Juli 1987      | 1100            |
| weitere Bilder | Wohnhaus                | Cronenberg-Mitte Kuchhausen 39 Karte          | ehemals Kuchhausen 54 | 18. Jahrhundert                        | 29. August 1984    | 123             |
| weitere Bilder | Verwaltungsgebäude      | Cronenberg-Mitte Lindenallee 27 Karte         | siehe Stahlwille | zwischen 1906 und 1908                 | 22. Juli 1992      | 2335            |
| Wohnhaus       | Wohnhaus                | Cronenberg-Mitte Nachtigallenweg 10 Karte     | | zweite Hälfte des 18. Jahrhunderts     | 20. Juli 1988      | 1423            |
| weitere Bilder | Wohnhaus                | Cronenberg-Mitte Nachtigallenweg 15 Karte     | | frühes 19. Jahrhundert                 | 23. Juli 1992      | 2339            |
| weitere Bilder | Wohnhaus                | Cronenberg-Mitte Rathausstraße 11 Karte       | | zwischen 1890 und 1900                 | 22. September 1994 | 3538            |
| weitere Bilder | Wohn- und Geschäftshaus | Cronenberg-Mitte Rathausstraße 14 Karte       | | um 1900                                | 22. September 1994 | 3539            |
| weitere Bilder | Wohnhaus                | Cronenberg-Mitte Rathausstraße 18 Karte       | | um 1900                                | 18. Oktober 1994   | 3554            |
| weitere Bilder | Wohn- und Geschäftshaus | Cronenberg-Mitte Schorfer Straße 1 Karte      | eine D-Nummer und eine bauliche Einheit mit Schorfer Straße 3 | frühes 19. Jahrhundert                 | 23. Januar 1990    | 1692            |
| weitere Bilder | Wohn- und Geschäftshaus | Cronenberg-Mitte Schorfer Straße 3 Karte      | eine D-Nummer und eine bauliche Einheit mit Schorfer Straße 1 | frühes 19. Jahrhundert                 | 23. Januar 1990    | 1692            |
| weitere Bilder | Wohnhaus                | Cronenberg-Mitte Schorfer Straße 5 Karte      | | 18. Jahrhundert                        | 21. Juni 1985      | 520             |
| weitere Bilder | Wohn- und Geschäftshaus | Cronenberg-Mitte Schorfer Straße 7 Karte      | Café vom Cleff | 1911                                   | 5. August 1993     | 3047 Wikidata   |
| weitere Bilder | Wohnhaus                | Cronenberg-Mitte Schorfer Straße 9 Karte      | | frühes 19. Jahrhundert                 | 23. Januar 1990    | 1689            |
| weitere Bilder | Wohn- und Geschäftshaus | Cronenberg-Mitte Schorfer Straße 15 Karte     | | um 1800                                | 23. Januar 1990    | 1688            |
| weitere Bilder | Wohnhaus                | Cronenberg-Mitte Schorfer Straße 21 Karte     | | um 1800                                | 23. Januar 1990    | 1691            |
| weitere Bilder | Wohnhaus                | Cronenberg-Mitte Schorfer Straße 21 b Karte   | | 18. Jahrhundert                        | 23. Januar 1990    | 1690            |
| weitere Bilder | Friedhofskapelle        | Cronenberg-Mitte Solinger Straße Karte        | | 1908                                   | 11. November 1994  | 3570            |
| weitere Bilder | Sezierhaus              | Cronenberg-Mitte Solinger Straße Karte        | Sezierhaus auf dem Evangelischen und Reformierten Friedhof Cronenberg |                                        | 14. Januar 1986    | 686 Wikidata    |
| weitere Bilder | Grabmal                 | Cronenberg-Mitte Solinger Straße Karte        | Grabdenkmal Familie Reinhold Maus (Galvanoengel), auf dem Friedhof Solinger Straße gelegen. Reihe 0, Grab 43-52 | zwischen 1900 und 1910                 | 23. November 1993  | 3210 Wikidata   |
| weitere Bilder | Kirche                  | Cronenberg-Mitte Solinger Straße 2 Karte      | Evangelisch-reformierte Kirche Cronenberg | 1766–1771                              | 27. August 1984    | 120 Wikidata    |
| weitere Bilder | Wohn- und Geschäftshaus | Cronenberg-Mitte Solinger Straße 4 Karte      | | um 1800                                | 14. November 1989  | 1663            |
| weitere Bilder | Wohn- und Geschäftshaus | Cronenberg-Mitte Solinger Straße 5 Karte      | eine D-Nummer und eine bauliche Einheit mit Solinger Straße 7 | um 1800                                | 11. August 1988    | 1434            |
| weitere Bilder | Wohn- und Geschäftshaus | Cronenberg-Mitte Solinger Straße 7 Karte      | eine D-Nummer und eine bauliche Einheit mit Solinger Straße 5 | um 1800                                | 11. August 1988    | 1434            |
| weitere Bilder | Wohnhaus                | Cronenberg-Mitte Solinger Straße 11 Karte     | | 18. Jahrhundert                        | 12. Juli 1990      | 1791            |
| weitere Bilder | Wohnhaus                | Cronenberg-Mitte Solinger Straße 12 Karte     | | 1900                                   | 28. Februar 1992   | 2076            |

### Baudenkmäler in Bearbeitung
Folgende Objekte werden noch geprüft oder deren Status ist in der Denkmalliste nicht klar ersichtlich.

| Bild           | Bezeichnung | Lage                                       | Beschreibung          | Bauzeit | Eingetragen seit | Denkmal- nummer |
| -------------- | ----------- | ------------------------------------------ | --------------------- | ------- | ---------------- | --------------- |
| weitere Bilder | Wohnhaus    | Cronenberg-Mitte Oberkamper Straße 6 Karte | Status wird überprüft |         |                  | 0               |

### Ausgetragene Baudenkmäler
| Bild           | Bezeichnung | Lage                                      | Beschreibung | Bauzeit         | Eingetragen seit  | Denkmal- nummer |
| -------------- | ----------- | ----------------------------------------- | --- | --------------- | ----------------- | --------------- |
| weitere Bilder | Wohnhaus    | Cronenberg-Mitte Herichhausen 101 Karte   | Das Gebäude wurde am 18. Oktober 2016 abgebrochen und am 15. Dezember 2016 aus der Denkmalliste ausgetragen.                                                                       |                 | 2. Juni 1992      | 2249            |
| weitere Bilder | Wohnhaus    | Cronenberg-Mitte Schorfer Straße 17 Karte | eine D-Nummer und eine bauliche Einheit mit Schorfer Straße 19. An Stelle des schon lange ruinösen Gebäudes findet man im Mai 2019 drei frisch aufgestellte Fertigteilgaragen vor. | 18. Jahrhundert | 21. Dezember 1984 | 234             |
| weitere Bilder | Wohnhaus    | Cronenberg-Mitte Schorfer Straße 19 Karte | eine D-Nummer und eine bauliche Einheit mit Schorfer Straße 17. An Stelle des schon lange ruinösen Gebäudes findet man im Mai 2019 drei frisch aufgestellte Fertigteilgaragen vor. | 18. Jahrhundert | 21. Dezember 1984 | 234             |